# Radonmaß
Das Radonmaß oder Radon-Maß ist ein Begriff aus dem mathematischen Teilgebiet der Maßtheorie. Es handelt sich um ein spezielles Maß auf der Borelschen σ-Algebra eines Hausdorff-Raums mit bestimmten Regularitätseigenschaften. Der Begriff wird in der Fachliteratur jedoch nicht einheitlich verwendet. Die in diesem Artikel präferierte Definition ist (laut Jürgen Elstrodt) „besonders vorteilhaft für die Behandlung des Darstellungssatzes von Riesz“. Benannt sind die Radonmaße nach dem Mathematiker Johann Radon.

## Definition
Eine Definition (von Laurent Schwartz und Jürgen Elstrodt) lautet:
Sei  {\displaystyle (X,\tau )} topologischer Raum, der hausdorff ist. Ein Radonmaß {\displaystyle \mu } auf {\displaystyle X} ist ein Maß auf der Borelschen σ-Algebra {\displaystyle {\mathcal {B}}(X)}, das lokal endlich und von innen regulär ist.
Lokal-endlich bedeutet: Für jedes {\displaystyle x\in X} existiert eine Umgebung {\displaystyle U} mit {\displaystyle \mu (U)<\infty }.
Von innen regulär bedeutet:
{\displaystyle \mu (A)=\sup\{\mu (K)\mid K\subset A,\ K\ {\textrm {kompakt}}\}}
für alle {\displaystyle A\in {\mathcal {B}}(X)}.

## Weitere Bedeutungen
Teilweise wird zusätzlich zur obigen Definition noch gefordert, dass das Maß endlich sein soll.
Manche Autoren verwenden den Begriff "Radon-Maß" für ein Borel-Maß, bei dem jede kompakte Menge endliches Maß hat. Dabei bezeichnen sie ein Maß als Borel-Maß, wenn es auf der Borelschen σ-Algebra eines topologischen Raumes definiert ist. Für einen lokal kompakten Hausdorff-Raum ist dieses Radon-Maß dann lokal endlich und entspricht somit in diesem Sonderfall einem Borel-Maß (im Sinne eines lokal endlichen Maßes auf der Borelschen σ-Algebra eines Hausdorff-Raumes).
Im Englischen werden lokal endliche Maße auf der Borelschen σ-Algebra eines Hausdorff-Raumes, die von innen regulär sind (also Radon-Maße im Sinne der hier gegebenen Definition) als tight measures bezeichnet. Sie entsprechen dann aber nicht den straffen Maßen, wie sie im deutschen Sprachraum gebräuchlich sind.
Soweit nicht explizit anders erwähnt, behandelt dieser Artikel die Eigenschaften von Radon-Maßen im Sinne der oben gegebenen Definition.

## Beispiele
Beispiele für Maße mit dieser Regularitätseigenschaft sind:
- Die Lebesgue-Stieltjes-Maße auf den Borel-Mengen des {\displaystyle \mathbb {R} ^{n}} sind genau die Radonmaße.
- Das Haar-Maß auf lokalkompakten hausdorffschen topologischen Gruppen.

Zu dem Begriff des Radonmaßes kommt man in natürlicher Weise, wenn man positive {\displaystyle \textstyle \left(f\geq 0\Rightarrow \int f\geq 0\right)} lineare Funktionale „{\displaystyle \textstyle \int }“ (sogenannte Radon-Integrale) auf {\displaystyle C_{c}(X)} (den stetigen, reellwertigen Funktionen mit kompaktem Träger) auf einem lokalkompakten Hausdorff-Raum untersucht.
In solchen lokalkompakten Räumen ist die Eigenschaft der Lokal-Endlichkeit eines Maßes äquivalent zu Endlichkeit des Maßes auf kompakten Mengen (siehe Borelmaß).

## Eigenschaften
- Sei {\displaystyle X} ein polnischer Raum, {\displaystyle {\mathcal {M}}_{1}(X)} der Raum der Borel-Wahrscheinlichkeitsmaße über {\displaystyle X} und {\displaystyle \mu \in {\mathcal {M}}_{1}(X)}. Dann ist {\displaystyle \mu } ein Radonmaß.[7]